# 쇼세이마루 사건
쇼세이마루 사건(松生丸事件)은 1975년 9월 2일, 일본의 복어잡이어선인 쇼세이마루(松生丸)가 황해 북부에서 조업중, 조선민주주의인민공화국 경비정의 총격에 의해 선원 2명이 피살되었으며 어선이 나포되고 선원들이 연행된 사건이다. 

## 개요
9월 2일 황해 북부에서 조업중이던 쇼세이마루 (선장 외  선원 8명)는 조선민주주의인민공화국 경비정의 총격을 받아 2명의 사망자와 2명의 부상자를 내었다. 이후 쇼세이마루는 나포되고 선원들은 북한으로 연행됐다. 
일본 정부는 일본 적십자사를 통해 총격으로 사망한 선원의 시신을 조기 반환할 것을 요구하였다. 9월 14일 부상자 2명을 제외한 나머지 선원들이 쇼세이마루와 함께 귀국하였으며, 11월 14일 부상자 2명도 귀국하였다. 

## 조선민주주의인민공화국 정부의 주장
11월 18일 일부 석간지는, 귀국한 두명의 선원이 평양에서 한 기자회견에서 "쇼세이마루가 북한의 영해를 침범하고 거듭된 정지 명령을 무시하고 달아났기 때문에 총격을 받았다"고 보도했다.

## 일본 정부의 주장
전 사회당 부위원장인 야마모토 마사히로(山本政弘)가 1975년 당시 사회당 기관지 국장으로 북한을 방문했다. 바로 그 때 쇼세이마루 사건이 발생하여 양국간 상황이 심각해진 가운데, 북한에 나포된 어선과 승무원의 송환문제를 두고 격렬한 논의를 하였다. 야마모토는 북한 당국에 승무원을 송환하도록 강한 자세로 교섭에 응했지만, 북한은 강경하게 거부하였다. 회담이 결렬되어 야마모토 일행은 일본으로 철수할 예정이었다. 짐을 싸서 일본으로 돌아가려고 하기 직전, 북한 당국이 갑작스럽게 '시신과 생존자 전원의 귀국'을 약속하고 1인당 2만 달러의 위로금을 지불하게 하였다. 